# 대불자유무역지역관리원
대불자유무역지역관리원(大佛自由貿易地域管理院)은 자유무역지역의 관리·운영 및 수출산업 지원 사무를 관장하는 대한민국 산업통상자원부의 소속기관이다. 2008년 8월 7일 발족하였으며, 전라남도 영암군 삼호읍 자유무역로 205에 위치하고 있다. 원장은 서기관 또는 기술서기관으로 보한다.

## 설치 근거 및 직무

### 설치 근거
- 「자유무역지역의 지정 및 운영에 관한 법률」 제51조제1항[1]

### 직무
- 대불자유무역지역의 관리·운영 등에 관한 사항
- 수출산업 지원에 관한 사항

## 연혁
- 1988년 7월 12일: 대불산업기지 개발구역 지정.
- 1989년 8월 5일: 대불국가산업단지관리기본계획 고시.
- 2002년 11월 21일: 대불자유무역지역 지정고시.
- 2008년 8월 7일: 지식경제부 소속 대불자유무역지역관리원 설치.
- 2013년 3월 23일: 산업통상자원부 소속으로 변경.

## 조직

### 원장
- 관리과[2]
- 수출산업과[3]